# 马秋林
马秋林（1960年7月—），男，江苏镇江人，中华人民共和国政治人物。在职研究生学历，工学博士学位，教授级高级工程师。

## 生平
1982年5月参加工作。1983年11月加入扬子石化公司，历任化工厂氧化精制车间副主任，PTA一车间副主任、主任，副厂长。1986年7月加入中国共产党。1998年4月起，历任扬子股份公司化工厂副厂长、厂长。2002年7月，任扬子有限责任公司副总经理。2004年3月，任扬子股份公司副总经理。2004年6月，任扬子股份公司董事、副总经理。2005年9月，任扬子股份公司董事、总经理。2006年10月，任扬子有限责任公司副董事长、总经理。2007年7月，任扬子石化公司董事。2008年3月，任扬子石化公司总经理。2010年4月，任扬子石化公司董事长。
后任江苏省国信资产管理集团有限公司总经理、党委副书记。2014年7月，任江苏省国信资产管理集团有限公司董事长、党委书记。
2016年5月，任江苏省人民政府副省长。
2016年11月，国务院常务会议决定派出调查组分赴江苏、河北，调查江苏华达钢铁有限公司生产销售“地条钢”、河北安丰钢铁有限公司未批先建、边批边建钢铁项目等顶风违法违规、严重干扰正常生产经营秩序问题，马秋林被给予行政记过处分。2018年2月24日，当选为第十三届全国人大代表。
2021年1月，补选为江苏省人大常委会副主任。